# 735

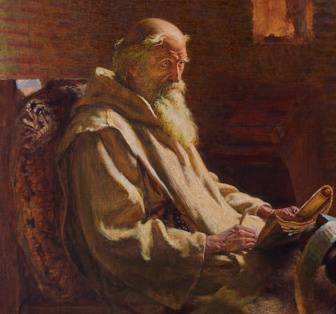
Beda ("de Eerbiedwaardige")

Het jaar 735 is het 35e jaar in de 8e eeuw volgens de christelijke jaartelling.

## Gebeurtenissen

### Europa
- De Franken onder leiding van Karel Martel ("de Strijdhamer") vallen Bourgondië binnen en onderdrukken een opstand van de adel. Hertog Eudes van Aquitanië doet afstand van zijn titel en wordt opgevolgd door zijn zoon Hunold. Hij verzet zich tegen de status van vazalstaat onder Frankische heerschappij. Karel steekt met een legermacht de rivier de Loire over en verovert de hoofdstad Bordeaux.

## Religie
- 25 mei – Beda, Angelsaksische monnik en geschiedschrijver, overlijdt in de abdij van Jarrow (Northumbria). Hij wordt voornamelijk bekend door het schrijven van zijn boekwerk Historia ecclesiastica gentis Anglorum (Kerkgeschiedenis van Engeland).
- Johannes Damascenus, Syrische monnik en theoloog, trekt zich terug uit het openbare leven en vestigt zich in het klooster Mar Saba op de Westelijke Jordaanoever (huidige Palestina).
- Paus Gregorius III verleent Ecgberht, bisschop van York, het pallium. Hiermee wordt hij officieel verheven tot aartsbisschop en verbonden met de Kerk van Rome.

## Geboren
- Alcuinus, Angelsaksisch monnik en geleerde (waarschijnlijke datum)

## Overleden
- 25 mei – Beda (~62), Angelsaksisch monnik en geschiedschrijver